# Campylomyza lincolniensis
Campylomyza lincolniensis är en tvåvingeart som beskrevs av Marshall 1896. Campylomyza lincolniensis ingår i släktet Campylomyza och familjen gallmyggor. Inga underarter finns listade i Catalogue of Life.